# Waste Management Phoenix Open
Le Waste Management Open est un tournoi de golf du tableau masculin de la PGA Tour qui se déroule au Tournament Player Club (TPC) à Scottsdale en Arizona depuis 1932, date de sa création, généralement le dernier weekend de janvier. Son nom original était l'Open d'Arizona, mais était plus connu sous le nom de l'Open de Phoenix. Depuis 2010, Waste Management en est le sponsor officiel.

## Différentes appellations
- 1932-1933 : Arizona Open.
- 1934-1949 : Phoenix Open.
- 1950 : Ben Hogan Open.
- 1951-1956 : Phoenix Open.
- 1957-1971 : Phoenix Open Invitational.
- 1972-2003 : Phoenix Open.
- 2004-2009 : FBR Open.
- depuis 2010 : Waste Management Phoenix Open.

## Histoire
L'Open de Phoenix fut créé en 1932 mais dut être interrompu après le tournoi de 1935. Le renouveau de l'Open vint en 1939 sous l'impulsion de Bob Goldwater, Sr qui convainc une grande organisation de Phoenix, Thunderbirds. Le tournoi se déroulait alors au Phoenix Country Club alternativement avec l'Arizona Country Club (également situé à Phoenix). C'est en 1978 que le tournoi déménage définitivement à Scottsdale au Tournament Players Club (TPC).

## Palmarès
| Année   | Vainqueur         | Nationalité    |
| ------- | ----------------- | -------------- |
| 2025    | Thomas Detry      | Belgique       |
| 2024    | Nick Taylor       | Canada         |
| 2023    | Scottie Scheffler | États-Unis     |
| 2022    | Scottie Scheffler | États-Unis     |
| 2021    | Brooks Koepka     | États-Unis     |
| 2020    | Webb Simpson      | États-Unis     |
| 2019    | Rickie Fowler     | États-Unis     |
| 2018    | Gary Woodland     | États-Unis     |
| 2017    | Hideki Matsuyama  | Japon          |
| 2016    | Hideki Matsuyama  | Japon          |
| 2015    | Brooks Koepka     | États-Unis     |
| 2014    | Kevin Stadler     | États-Unis     |
| 2013    | Phil Mickelson    | États-Unis     |
| 2012    | Kyle Stanley      | États-Unis     |
| 2011    | Mark Wilson       | États-Unis     |
| 2010    | Hunter Mahan      | États-Unis     |
| 2009    | Kenny Perry       | États-Unis     |
| 2008    | J.B. Holmes       | États-Unis     |
| 2007    | Aaron Baddeley    | États-Unis     |
| 2006    | J. B. Holmes      | États-Unis     |
| 2005    | Phil Mickelson    | États-Unis     |
| 2004    | Jonathan Kaye     | États-Unis     |
| 2003    | Vijay Singh       | Fidji          |
| 2002    | Chris DiMarco     | États-Unis     |
| 2001    | Mark Calcavecchia | États-Unis     |
| 2000    | Tom Lehman        | États-Unis     |
| 1999    | Rocco Mediate     | États-Unis     |
| 1998    | Jesper Parnevik   | Suède          |
| 1997    | Steve Jones       | États-Unis     |
| 1996    | Phil Mickelson    | États-Unis     |
| 1995    | Vijay Singh       | Fidji          |
| 1994    | Bill Glasson      | États-Unis     |
| 1993    | Lee Janzen        | États-Unis     |
| 1992    | Mark Calcavecchia | États-Unis     |
| 1991    | Nolan Henke       | États-Unis     |
| 1990    | Tommy Armour III  | États-Unis     |
| 1989    | Mark Calcavecchia | États-Unis     |
| 1988    | Sandy Lyle        | Écosse         |
| 1987    | Paul Azinger      | États-Unis     |
| 1986    | Hal Sutton        | États-Unis     |
| 1985    | Calvin Peete      | États-Unis     |
| 1984    | Tom Purtzer       | États-Unis     |
| 1983    | Bob Gilder        | États-Unis     |
| 1982    | Lanny Wadkins     | États-Unis     |
| 1981    | David Graham      | Australie      |
| 1980    | Jeff Mitchell     | États-Unis     |
| 1979    | Ben Crenshaw      | États-Unis     |
| 1978    | Miller Barber     | États-Unis     |
| 1977    | Jerry Pate        | États-Unis     |
| 1976    | Bob Gilder        | États-Unis     |
| 1975    | Johnny Miller     | États-Unis     |
| 1974    | Johnny Miller     | États-Unis     |
| 1973    | Bruce Crampton    | Australie      |
| 1972    | Homero Blancas    | États-Unis     |
| 1971    | Miller Barber     | États-Unis     |
| 1970    | Dale Douglass     | États-Unis     |
| 1969    | Gene Littler      | États-Unis     |
| 1968    | George Knudson    | Canada         |
| 1967    | Julius Boros      | États-Unis     |
| 1966    | Dudley Wysong     | États-Unis     |
| 1965    | Rod Funseth       | États-Unis     |
| 1964    | Jack Nicklaus     | États-Unis     |
| 1963    | Arnold Palmer     | États-Unis     |
| 1962    | Arnold Palmer     | États-Unis     |
| 1961    | Arnold Palmer     | États-Unis     |
| 1960    | Jack Fleck        | États-Unis     |
| 1959    | Gene Littler      | États-Unis     |
| 1958    | Ken Venturi       | États-Unis     |
| 1957    | Billy Casper      | États-Unis     |
| 1956    | Cary Middlecoff   | États-Unis     |
| 1955    | Gene Littler      | États-Unis     |
| 1954    | Ed Furgol         | États-Unis     |
| 1953    | Lloyd Mangrum     | États-Unis     |
| 1952    | Lloyd Mangrum     | États-Unis     |
| 1951    | Lew Worsham       | États-Unis     |
| 1950    | Jimmy Demaret     | États-Unis     |
| 1949    | Jimmy Demaret     | États-Unis     |
| 1948    | Bobby Locke       | Afrique du Sud |
| 1947    | Ben Hogan         | États-Unis     |
| 1948    | Ben Hogan         | États-Unis     |
| 1945    | Byron Nelson      | États-Unis     |
| 1944    | Harold McSpaden   | États-Unis     |
| 1941-43 | pas de tournoi    |                |
| 1940    | Ed Oliver         | États-Unis     |
| 1939    | Byron Nelson      | États-Unis     |
| 1936-38 | pas de tournoi    |                |
| 1935    | Ky Laffoon        | États-Unis     |
| 1934    | pas de tournoi    |                |
| 1933    | Harry Cooper      | États-Unis     |
| 1932    | Ralph Guldahl     | États-Unis     |